# Rock Albums
De Rock Albums (ook wel Top Rock Albums) is een hitlijst die gepubliceerd wordt door Billboard. De lijst omvat statistieken van rockalbums die populair zijn in de Verenigde Staten. De gegevens zijn gebaseerd op verkoopcijfers, die samengesteld zijn door Nielsen SoundScan.